# Оуквуд (округ Кајахога, Охајо)
Оуквуд (енгл. Oakwood, Cuyahoga County) град је у америчкој савезној држави Охајо.

## Демографија
По попису из 2010. године број становника је 3.667, што је 0 (0,0%) становника више него 2000. године.
| Група             | 2000.         | 2010.         |
| Белци             | 1.473 (40,2%) | 1.081 (29,5%) |
| Афроамериканци    | 2.062 (56,2%) | 2.372 (64,7%) |
| Азијати           | 13 (0,4%)     | 27 (0,7%)     |
| Хиспаноамериканци | 51 (1,4%)     | 84 (2,3%)     |
| Укупно            | 3.667         | 3.667         |